# EM i ishockey 1922
EM i ishockey 1922 var det syvende Europamesterskab i ishockey, arrangeret af IIHF. Mesterskabet blev for anden gang afholdt i Schweiz og kampene blev spillet i St. Moritz fra 14. til 16. marts. 
Tre hold deltog og der blev spillet en enkeltserie, hvor alle lagene mødtes en gang.

## Resultat
| Dato      | Kamp                      | Resultat |
| --------- | ------------------------- | -------- |
| 14. marts | Schweiz – Tjekkoslovakiet | 1 – 8    |
| 15. marts | Sverige – Schweiz         | 7 – 0    |
| 15. marts | Tjekkoslovakiet – Sverige | 3 – 2    |

## Tabel
| Plads | Holds           | Kampe | Sejre | Uafgj. | Tabte | Mål    | Points |
| ----- | --------------- | ----- | ----- | ------ | ----- | ------ | ------ |
| 1     | Tjekkoslovakiet | 2     | 2     | 0      | 0     | 11 – 3 | 4      |
| 2     | Sverige         | 2     | 1     | 0      | 1     | 9 – 3  | 2      |
| 3     | Schweiz         | 2     | 0     | 0      | 2     | 1 – 15 | 0      |